# Saltos ornamentais nos Jogos Olímpicos de Verão de 1908

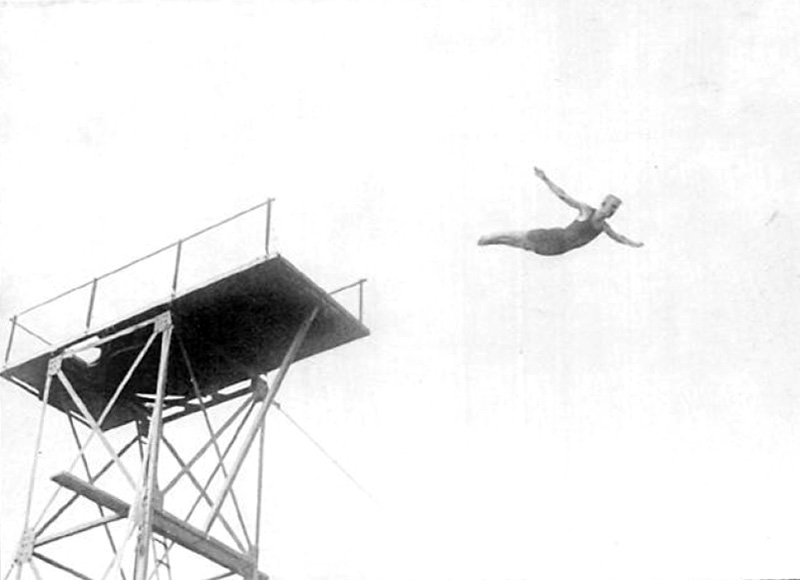
O sueco Arvid Spangberg conquistou a medalha de bronze na plataforma de 10 m

Os saltos ornamentais nos Jogos Olímpicos de Verão de 1908 foram realizados em Londres, no Reino Unido.
Dois eventos foram disputados: a plataforma de 10 metros, conhecido como High Diving (mergulho em altura), e o trampolim de 3 metros, na época Fancy Diving (mergulho ornamental). Ambos os eventos eram apenas masculinos.

## Plataforma de 10 m
| Pos. | País   | Atletas           |
| ---- | ------ | ----------------- |
|      | Suécia | Hjalmar Johansson |
|      | Suécia | Karl Malmström    |
|      | Suécia | Arvid Spangberg   |

### Primeira fase
Os dois saltadores que obtiveram a maior pontuação em cada grupo avançaram as semifinais.
Grupo 1
| Pos. | Atleta           | País           | Placar      |
| ---- | ---------------- | -------------- | ----------- |
| 1    | George Gaidzik   | Estados Unidos | 81.8 pontos |
| 2    | Harold Goodworth | Reino Unido    | 76.0 pontos |
| 3    | Erik Adlerz      | Suécia         | 74.1 pontos |
| 4    | Oscar Wetzell    | Finlândia      | 69.7 pontos |
| 5    | James Aldous     | Reino Unido    | 68.0 pontos |

Grupo 2
| Pos. | Atleta            | País        | Placar                |
| ---- | ----------------- | ----------- | --------------------- |
| 1    | Hjalmar Johansson | Suécia      | 78.4 pontos           |
| 2    | Karl Malmström    | Suécia      | 73.95 pontos          |
| 3    | William Hoare     | Reino Unido | 65.2 pontos           |
| 4    | Joseph Huketick   | Bélgica     | Não completou a prova |

Grupo 3
| Pos. | Atleta            | País        | Placar      |
| ---- | ----------------- | ----------- | ----------- |
| 1    | Hilmer Löfberg    | Suécia      | 68.9 pontos |
| 2    | Heinz Freyschmidt | Alemanha    | 67.3 pontos |
| 3    | Sigfrid Larsson   | Suécia      | 64.8 pontos |
| 4    | William Webb      | Reino Unido | 57.7 pontos |
| 5    | F. J. Collins     | Reino Unido | 56.5 pontos |

Grupo 4
| Pos. | Atleta           | País        | Placar      |
| ---- | ---------------- | ----------- | ----------- |
| 1    | Arvid Spanberg   | Suécia      | 79.2 pontos |
| 2    | Harald Arbin     | Suécia      | 76.8 pontos |
| 3    | George Cane      | Reino Unido | 73.1 pontos |
| 4    | Gunnar Vingqvist | Suécia      | 65.7 pontos |

Grupo 5
| Pos. | Atleta            | País           | Placar       |
| ---- | ----------------- | -------------- | ------------ |
| 1    | Robert Andersson  | Suécia         | 73.55 pontos |
| 2    | Toivo Aro         | Finlândia      | 69.5 pontos  |
| 3    | Harold Grote      | Estados Unidos | 62.8 pontos  |
| 4    | Axel Runström     | Suécia         | 57.6 pontos  |
| 5    | Fritz Nicolai     | Alemanha       | 54.5 pontos  |
| 6    | Thomas Harrington | Reino Unido    | 53.15 pontos |

### Semifinais
Os dois saltadores com o maior número de pontos avançam a final. Após um protesto, o terceiro melhor saltador da segunda semifinal também seguiu para a instância decisiva.
Semifinal 1
| Pos. | Atleta         | País      | Placar       |
| ---- | -------------- | --------- | ------------ |
| 1    | Arvid Spanberg | Suécia    | 72.3 pontos  |
| 2    | Karl Malmström | Suécia    | 67.0 pontos  |
| 3    | Toivo Aro      | Finlândia | 62.7 pontos  |
| 4    | Hilmer Löfberg | Suécia    | 59.18 pontos |
| 5    | Harald Arbin   | Suécia    | 52.81 pontos |

Semifinal 2
| Pos. | Atleta            | País           | Placar       |
| ---- | ----------------- | -------------- | ------------ |
| 1    | Hjalmar Johansson | Suécia         | 80.75 pontos |
| 2    | Robert Andersson  | Suécia         | 66.75 pontos |
| 3    | George Gaidzik    | Estados Unidos | 61.0 pontos  |
| 4    | Harold Goodworth  | Reino Unido    | 59.48 pontos |
| 5    | Heinz Freyschmidt | Alemanha       | 48.8 pontos  |

### Final
| Pos. | Atleta            | País           | Placar       |
| ---- | ----------------- | -------------- | ------------ |
| 1    | Hjalmar Johansson | Suécia         | 83.75 pontos |
| 2    | Karl Malmström    | Suécia         | 78.73 pontos |
| 3    | Arvid Spanberg    | Suécia         | 74.00 pontos |
| 4    | Robert Andersson  | Suécia         | 68.30 pontos |
| 5    | George Gaidzik    | Estados Unidos | 56.30 pontos |

## Trampolim de 3 m
| Pos. | País           | Atletas        |
| ---- | -------------- | -------------- |
|      | Alemanha       | Albert Zürner  |
|      | Alemanha       | Kurt Behrens   |
|      | Estados Unidos | George Gaidzik |
|      | Alemanha       | Gottlob Walz   |

### Primeira fase
Os dois saltadores que obtiveram a maior pontuação em cada grupo avançaram as semifinais. Um empate no Grupo 3 pelo segundo lugar obrigou os dois saltadores a se classificar, totalizando 11 atletas nas semifinais.
Grupo 1
| Pos. | Atleta            | País           | Placar      |
| ---- | ----------------- | -------------- | ----------- |
| 1    | George Gaidzik    | Estados Unidos | 82.8 pontos |
| 2    | Heinz Freyschmidt | Alemanha       | 78.1 pontos |
| 3    | Robert Zimmerman  | Canadá         | 74.0 pontos |
| 4    | Harry Crank       | Reino Unido    | 70.3 pontos |
| 5    | Anthony Beckett   | Reino Unido    | 67.5 pontos |

Grupo 2
| Pos. | Atleta         | País        | Placar      |
| ---- | -------------- | ----------- | ----------- |
| 1    | Albert Zürner  | Alemanha    | 83.6 pontos |
| 2    | Harold Clarke  | Reino Unido | 78.6 pontos |
| 3    | Anthony Taylor | Reino Unido | 58.8 pontos |

Grupo 3
| Pos. | Atleta          | País        | Placar       |
| ---- | --------------- | ----------- | ------------ |
| 1    | Kurt Behrens    | Alemanha    | 83.6 pontos  |
| 2    | Frank Errington | Reino Unido | 70.83 pontos |
| 2    | Oscar Wetzell   | Finlândia   | 70.83 pontos |
| 4    | Karl Malmström  | Suécia      | 70.3 pontos  |
| 5    | William Hoare   | Reino Unido | 67.8 pontos  |

Grupo 4
| Pos. | Atleta          | País        | Placar      |
| ---- | --------------- | ----------- | ----------- |
| 1    | Herbert Pott    | Reino Unido | 82.5 pontos |
| 2    | Fritz Nicolai   | Alemanha    | 67.1 pontos |
| 3    | William Bull    | Reino Unido | 66.0 pontos |
| 4    | Carlo Bonfanti  | Itália      | 65.8 pontos |
| 5    | Sigfrid Larsson | Suécia      | 64.5 pontos |
| 6    | Reginald Baker  | Australásia | 61.3 pontos |

Grupo 5
| Pos. | Atleta       | País           | Placar      |
| ---- | ------------ | -------------- | ----------- |
| 1    | Gottlob Walz | Alemanha       | 81.3 pontos |
| 2    | Harold Grote | Estados Unidos | 79.5 pontos |
| 3    | Harold Smyrk | Reino Unido    | 78.3 pontos |
| 4    | Thomas Cross | Reino Unido    | 64.5 pontos |

### Semifinais
Os dois saltadores que obtiveram mais pontos nas duas semifinais avançaram para a final.
Semifinal 1
| Pos. | Atleta            | País        | Placar      |
| ---- | ----------------- | ----------- | ----------- |
| 1    | Kurt Behrens      | Alemanha    | 83.0 pontos |
| 2    | Gottlob Walz      | Alemanha    | 80.3 pontos |
| 3    | Herbert Pott      | Reino Unido | 79.6 pontos |
| 4    | Heinz Freyschmidt | Alemanha    | 79.3 pontos |
| 5    | Frank Errington   | Reino Unido | 72.6 pontos |
| 6    | Oscar Wetzell     | Finlândia   | 70.1 pontos |

Semifinal 2
| Pos. | Atleta         | País           | Placar      |
| ---- | -------------- | -------------- | ----------- |
| 1    | George Gaidzik | Estados Unidos | 85.6 pontos |
| 2    | Albert Zürner  | Alemanha       | 82.8 pontos |
| 3    | Fritz Nicolai  | Alemanha       | 81.8 pontos |
| 4    | Harold Clarke  | Reino Unido    | 81.1 pontos |
| 5    | Harold Grote   | Estados Unidos | 74.5 ponros |

### Final
Um empate no terceiro lugar resultou na divisão da medalha de bronze entre os dois atletas.
| Pos. | Atleta         | País           | Placar      |
| ---- | -------------- | -------------- | ----------- |
| 1    | Albert Zürner  | Alemanha       | 85.5 pontos |
| 2    | Kurt Behrens   | Alemanha       | 85.3 pontos |
| 3    | George Gaidzik | Estados Unidos | 80.8 pontos |
| 3    | Gottlob Walz   | Alemanha       | 80.8 pontos |